# سان رافاييل (كانتون)
سان رافاييل (بالإسبانية: San Rafael)‏ و هو الكانتون الخامس في محافظة إيريذيا في كوستاريكا. و يغطي الكانتون مساحة 48.39 كم مربع،
و يقدر عدد سكانه بحوالي 39,636 نسمة.
تدعى المدينة الرئيسة للكانتون أيضا سان رافاييل.
يقع الكانتون في شمالي شرق مدينة إيريذيا، و يصل من الضواحي العالية و إلى سلسلة الجبال المركزية Cordillera Central.
تم تأسيس الكانتون بقانون تشريعي في 28 أيار 1885.

## المقاطعات
يقسم كانتون سان رافاييل إلى خمس مقاطعات و هي :
1. سان رافاييل
2. سان خوسيسيتو
3. سانتياغو
4. لوس أنخيليس
5. كونسيبسيون